# معاملة المثليين في سنغافورة
يواجه الأشخاص من المثليين والمثليات ومزدوجي التوجه الجنسي والمتحولين جنسياً (اختصاراً: مجتمع الميم) في سنغافورة تحديات قانونية واجتماعية لا يواجهها غيرهم من المغايرين جنسيا. يعتبر النشاط الجنسي بين الرجال وبين النساء غير قانوني في سنغافورة (حتى لو كان بالتراضي والتي ارتكبت في القطاع الخاص) بموجب قانون يعود إلى الحقبة الاستعمارية البريطانية. لا يقدر الشركاء والأزواج المثليون على الزواج أو التبني، كما أن المنازل التي يعيش فيها الشركاء المثليون غير مؤهلة للحصول على نفس الحماية القانونية المتاحة للأزواج المغايرين. النشاط الجنسي المثلي غير قانوني، وقد أعلن النائب العام أن الإدانات بموجب القسم 377أ من قانون العقوبات في بعض الأحيان لا تزال تحدث، رغم أن القانون لا يتم تطبيقه غالبا. ويتم الطعن فيه في المحاكم لإلغاءه.
يعتبر المجتمع السنغافوري بشكل عام محافظًا. يشدد مسؤولون حكوميون أحيانا الخناق على حرية وحقوق الإنسان للأشخاص من مجتمع الميم. على الرغم من ذلك، تعقد أحداث مجتمع الميم كل عام منذ عام 2009، مع زيادة الحضور. تمشيا مع الاتجاهات العالمية، فإن المواقف تجاه أعضاء مجتمع الميم تتغير ببطء وتصبح أكثر قبولًا وتسامحًا، خاصة بين الشباب.

## قانونية النشاط الجنسي المثلي
في السابق، كان قانون سنغافورة الموروث من الإمبراطورية البريطانية يحظر السدومية بغض النظر عن الجنس. على هذا النحو، كانت ممارسة الجنس الفموي أو الجنس الشرجي سواء المثلي أو المغاير غير قانونية. في عام 2007، تم تشريع النشاط الجنسي المغاير وبين المثليات، ولكن ليس للرجال المثليين. العقوبة هي السجن لمدة عامين، وقد أعلن المدعي العام لوسيان وونغ أنه لا يزال يتمتع بالسلطة القانونية لمقاضاة شخص ما بموجب المادة 377أ في. يمكن استخدام المادة 377 أ للمحاكمة إذا تم رفع التقارير إلى الشرطة، خاصة فيما يتعلق بالقاصرين.
في يونيو 2019، في قمة الأمة الذكية، كرر رئيس الوزراء السنغافوري لي هسين لونغ أن سنغافورة ستحتفظ بالمادة 377أ «لبعض الوقت» قائلا: «بغض النظر عن توجهك الجنسي، فأنت مرحب بك للمجيء والعمل في سنغافورة... أنت تعرف قواعدنا في سنغافورة، إنها الطريقة التي يكون بها هذا المجتمع: نحن لسنا مثل سان فرانسيسكو، كما أننا لسنا كبعض دول الشرق الأوسط. [نحن] شيء ما في الوسط، إنه مجتمعنا.»

### القانون
بعد مراجعة شاملة لقانون العقوبات في عام 2007، تم تقنين ممارسة الجنس عن طريق الفم والشرج للمثليين جنسياً ومثليات الجنس. كانت التغييرات تعني أن ممارسة الجنس عن طريق الفم والشرج بين البالغين المثليين جنسياً وبين البالغين المثليين لم تعد جرائم. ومع ذلك، فإن المادة 377أ، التي تتناول الفحش الجسيم بين الرجال المتوافقين، لا تزال حيز التنفيذ.

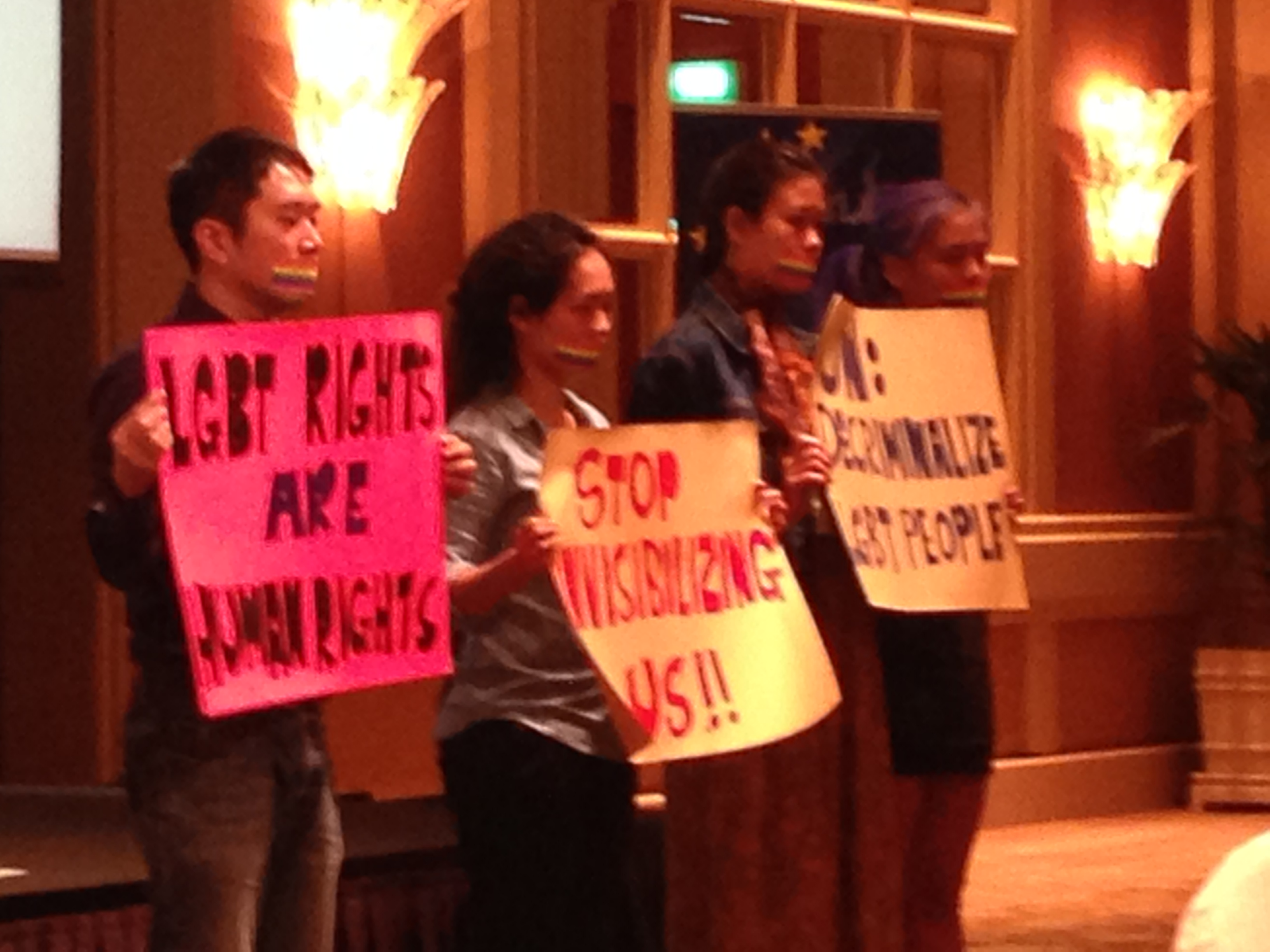
محتجون من أجل حقوق المثليين في ندوة يوم حقوق الإنسان التي نظمها وفد الاتحاد الأوروبي إلى سنغافورة في ديسمبر 2014

في كلمته الختامية حول النقاش حول الإلغاء الجزئي للمادة 377أ، أخبر رئيس الوزراء لي هسين لونغ النواب قبل التصويت أن «سنغافورة مجتمع محافظ بشكل أساسي... الأسرة هي لبنة أساسية في هذا المجتمع. ونعني بالأسرة في سنغافورة رجل واحد وامرأة واحدة، يتزوجان، وينجبان أطفالًا وينجبان أطفالًا في هذا الإطار لوحدة عائلية مستقرة.»

### القسم 377أ («الاعتداءات على اللياقة»)
تنص المادة 377أ على ما يلي: «أي شخص ذكر يرتكب أو يحرض على ارتكاب أو يشترى أو يحاول ارتكاب أي عمل فحش جسيم مع شخص ذكر آخر، بشكل عام أو خاص، يعاقب بالسجن لمدة قد تمتد إلى سنتين».
يظل القسم 377أ مطبقًا بشكل متقطع. بين عامي 2007 و 2013، أدين خ أشخاص بموجب أحكام 377أ.
تتضمن الأقسام الأخرى في قانون العقوبات المتعلقة بالمثليين في سنغافورة ما يلي:

#### المادة 354 من قانون العقوبات («غضب الحياء»)
تنص المادة 354 على أنه في حالة استخدام أي شخص للقوة الجنائية على أي شخص ينوي الغضب، أو علمًا أنه من المحتمل أن يثير غضب تواضع ذلك الشخص، فسيتم سجنه لمدة أقصاها سنتان، أو بغرامة، أو بالضرب بالعصي، أو مع أي اثنين من هذه العقوبات. القسم 354 يتطلب مم الشرطة أن يتم لمس شخص ما. ومع ذلك، إذا لم يتم الاتصال الجسدي، يمكن أيضًا تحصيل السلوك المثلي بموجب القسم 294ا (انظر أدناه).

#### المادة 294أ من قانون العقوبات
إذا كان ضحية أي عملية حبس يستخدم إيماءة رمزية للإشارة إلى نية ممارسة نشاط جنسي مع شرك الشرطة، فيمكن محاكمته بموجب المادة 294أ من قانون العقوبات، والتي تشمل ارتكاب أي فعل فاحش في أي مكان عام لإزعاج الآخرين (يخضع للسجن لمدة 3 أشهر كحد أقصى أو غرامة أو كليهما). في الفترة من 1990 إلى 1994، كانت هناك 6 حالات من الأفعال الفاحشة التي عرضت على المحاكم في هذا السياق. تم تغريم المتهمين بين 200 و 800 دولار.

#### قانون جرائم متنوعة (النظام العام والإزعاج)
يمكن للشرطة استخدام المادة 19 (التماس في مكان عام) من قانون الجرائم المتنوعة (النظام العام والإزعاج)، الذي يشمل كل من الدعارة والتماس «لأي غرض آخر غير أخلاقي». تحمل هذه الجريمة غرامة تصل إلى 1000 دولار، وتضاعف مع إدانة لاحقة، بما في ذلك السجن لمدة لا تتجاوز 6 أشهر.
وفقا لوثائق عالمة الاجتماع بجامعة سنغافورة الوطنية لورنس ليونج واي تنغ، بين عام 1990 وعام 1994، كانت هناك 11 حالة تم فيها اتهام الرجال المثليين بالالتماس. تم تغريمهم ما بين 200 دولار و 500 دولار. ومع ذلك، فإن البحث في موقع «لاونات» لم يكشف عن أي حالات تم الإبلاغ عنها لأشخاص وجهت إليهم تهم بموجب المادة 19. لكن هذا لا يعني، مع ذلك، أنه لم يتم توجيه تهم إليهم. قد يكونوا قد أقروا بالذنب وتجنبوا المحاكمة، مما أدى إلى غياب القضية في المحكمة.

### جهود إلغاء التجريم
في عام 2007، دعا الحزب الديمقراطي السنغافوري إلى إلغاء القسم 377أ.
في 29 أكتوبر 2014، أيد حكم المحكمة العليا في سنغافورة حظر البلاد على العلاقات الجنسية المثلية بين الرجال البالغين المتوافقين. رأت المحكمة العليا أن المادة 377أ من قانون العقوبات السنغافوري، التي تجرم العلاقة الجنسية بين الرجال، لا تنتهك المادتين 9 و 12 من دستور سنغافورة. تضمن هذه المواد الحق في الحياة والحرية الشخصية، وتنص على حق جميع الناس في الحماية المتساوية أمام القانون. جادل محامي مقدم الطلب بأن القسم 377أ يجرم مجموعة من الأشخاص بسبب سمة فطرية، على الرغم من أن المحكمة خلصت إلى أنه «لا يوجد، في الوقت الحالي، أي استنتاج نهائي» حول «الثبات المزعوم» للمثلية الجنسية. أيدت المحكمة أيضًا القوانين المختلفة المتعلقة بالنشاط الجنسي من نفس الجنس للذكور والإناث لأن الأفعال الجنسية المثلية بين الإناث «إما كانت أقل انتشارًا أو يُنظر إليها على أنها أقل إثارة للاشمئزاز من السلوك المثلي الجنسي من الذكور». قررت المحكمة في نهاية المطاف أن إصلاحات القوانين التي تسمح بممارسة الجنس المثلي الخاص كانت مسألة يجب على برلمان سنغافورة معالجتها.
في السابق، في عام 2012، وجد حكم صادر عن محكمة أدنى درجة أن القسم 377أ من حيث صلته بالقبض على الذكور بسبب السلوك الجنسي الخاص والتراضي «خرق» حماية المادة 12، على الرغم من أن قرار المحكمة لم يدخل في الأسس الموضوعية للقضية في أسباب فنية.
دعا نشطاء حقوق الإنسان إلى إلغاء المادة 377أ وحثوا على إلغائها، بحجة أنها تنتهك الخصوصية والحق في الحياة والحرية الشخصية، والتي يحميها الدستور.
في سبتمبر 2018، بعد إلغاء المادة 377 من قانون العقوبات الهندي من قبل المحكمة العليا الهندية، وقع أكثر من 50,000 شخص، بمن فيهم المدعي العام السابق والعديد من الدبلوماسيين السابقين، على عريضة تسمى "READY4REPEAL" (جاهزون للإلغاء) تحث الحكومة على إعادة النظر القسم 377أ كجزء من مراجعة قانون العقوبات الرئيسية. لكن الحكومة رفضت. دعا الدبلوماسي تومي كوه والمدعي العام السابق والتر ون أعضاء مجتمع الميم إلى تحدي القانون في المحاكم.
في سبتمبر 2018، أي بعد أيام من نجاح قضية نافتيج سينغ جوهر ضد اتحاد الهند التي ألغت المادة 377 من قانون العقوبات الهندي من قبل المحكمة العليا الهندية، قام دي جي سنغافوري اسمه جونسون أونغ مينغ، المعروف باسم الشهرة «دي جي بيج كيد»، برفع دعوى في المحكمة العليا بحجة أن القسم 377أ في سنغافورة «ينتهك كرامة الإنسان». تعتبر المادة 377 والمادة 377أ متطابقان فعليًا، حيث وضعت الإمبراطورية البريطانية كلاهما، مما أثار آمالًا في سنغافورة بأن القانون التمييزي سيتم إلغاؤه أيضًا. أعطت المحكمة العليا في سنغافورة صاحب الالتماس مهلة حتى 20 نوفمبر لتقديم حججه.
في نوفمبر 2018، رفع الناشط في مجال حقوق المثليين، تشونغ تشي هونغ، المعروف باسم براين تشونغ، قضية أخرى في المحكمة العليا ضد المدعي العام، موضحًا أن المادة 377أ من قانون العقوبات «تتعارض» مع أجزاء من الدستور السنغافوري، و «لذلك فهي باطلة». وفقًا لوثائق المحكمة، ذكر أن المادة 377أ تتعارض مع المادة 9 والمادة 12 والمادة 14 من الدستور.
لا تزال كلا القضيتين في الانتظار.

## الاعتراف القانوني بالعلاقات المثلية
لا تعترف سنغافورة بالعلاقات المثلية في أي شكل كزواج المثليين، الاتحادات المدنية أو الشراكات المحلية).

## التبني وتنظيم الأسرة
تبني الأطفال من قبل الشركاء والأزواج المثليين والمثليات غير قانوني في سنغافورة.
في ديسمبر 2018، تم السماح باستثناء نادر واحد عندما فاز سنغافوري مثلي الجنس بالحق في تبني طفل كان قد ولد في الولايات المتحدة من خلال أم بديلة. قلبت المحكمة العليا في سنغافورة قرار 2017 قضى فيه قاض محكمة دائرية بأن الرجل لا يمكن أن يتبنى قانونا ابنه لأنه كان قد أنجب من خلال التلقيح الصناعي (الذي يقتصر فقط على المتزوجين المغايرين) من خلال تأجير الأرحام، وهو أمر محظور. في يناير 2019، بعد هذا قال وزير التنمية الاجتماعية والأسرة، ديزموند لي في البرلمان أن الحكومة تبعث تعزيز قوانين التبني لمنع المزيد من حالات تبني المثليين للأطفال وأنها لا تدعم «تشكيل وحدات عائلية مع أطفال من أبوين مثليين من خلال مؤسسات وعمليات مثل التبني». بموجب قانون سنغافورة، يعتبر الأطفال المولودين خارج نطاق زوج المغايرين غير شرعيين (وبالتالي ليسوا مؤهلين للحصول على مزايا اجتماعية معينة، ولا يتمتع الوالدان بنفس الحقوق الضريبية والسكنية التي يتمتع بها الأزواج) ما لم يكن الطفل قد تم تبنيه قانونيا.

## الحماية من التمييز
لا توجد قوانين تحمي بشكل خاص السنغافوريين من مجتمع الميم من التمييز في مكان العمل أو السكن أو أي مجال آخر ذي صلة. تم رفض المحاولات السابقة المطالبة بتعويضات عن أفعال تمييزية مزعومة في مثل هذه المجالات في المحاكم السنغافورية.

## الخدمة العسكرية
قبل عام 2003، مُنع مجتمع الميم من العمل في «وظائف حساسة» في الخدمة المدنية في سنغافورة.
التصنيف الأكثر شهرة هو الفئة 302، وهي مدونة طبية تُعطى للأشخاص الذين هم من «المثليين جنسياً، والمتحولين جنسياً، ومشتهي الاطفالً، إلخ» يندرج الجنود المثلييون الذين يعلنون عن توجههم الجنسي إلى ضابط الجيش في هذه الفئة، حيث يواجهون الكثير من التمييز. تحت الفئة 302، يتم تصنيف الأشخاص المثليين ومزدوجي التوجه الجنسي في الفئة «ذوي السلوك الأنثوي» وتلك «بدون السلوك الأنثوي».
يتم إحالة الجنود الذين يعلنون أو يُكتشف كونهم من المثليين إلى فرع الطب النفسي في مقر الخدمات الطبية لإجراء تقييم نفسي شامل، والذي يتطلب استدعاء والديهم لإجراء مقابلة معهم. يتم تخفيضهم طبيا إلى حالة التوظيف البدني «ج»، بغض النظر عن مستوى لياقتهم البدنية، ويتم إدخالهم من خلال التدريب العسكري الأساسي المعدل. عند التخرج، يتم نشرهم في مهنة لا تنطوي على مخاطر أمنية، ويتم نشرها في وحدات غير حساسة ويعطى ون حالة أمنية تقيد وصولها إلى الوثائق السرية.
في السابق، لم يُسمح لموظفي الفئة 302 بالبقاء في المخيم طوال الليل، كما لم يُطلب منهم أداء واجبات ليلية، ولكن تم تخفيف هذه القيود. يتم وضع مثليي الجنس «المتأنثين» أيضا إلى قائمة عقد عند الانتهاء من الخدمة الوطنية وليس مطلوبا منهم القيام بالتدريب الاحتياطي، في حين أن «غير المتأنثين» يجب أن يوضعوا في وحدات غير حساسة.
التصنيف الأقل شهرة هو الفئة 30-B، وهي مدونة طبية تُعطى للجنود «بسلوك طائش لا يصل إلى حد الاضطرابات الجنسية». ينقسم هؤلاء الأفراد إلى «المتأنثين قليلا»، «المتأنثين» و «المتأنثين كثيرا».

## علاج التحويل
علاج التحويل هو ممارسة علمية مزيفة تتمثل في محاولة تغيير التوجه الجنسي للفرد. هذه الممارسات لا تتمتع بأي دعم طبي أو نفسي أو علمي. في الواقع، فإنها تؤدي إلى الاكتئاب والقلق والانتحار.
على الرغم من ذلك، في يناير 2006، منحت وزارة تنمية المجتمع والشباب والرياضة 100,000 دولار سنغافوري (61500 دولار أمريكي) إلى «ليبرتي ليغ»، وهي منظمة تابعة ل «حركة المثليين السابقين»، لتعزيز علاج التحويل. وتقول المنظمة إنها «تعزز النوع الاجتماعي والصحة الجنسية للفرد والأسرة والمجتمع».

## ظروف الحياة
على الرغم من الظروف القانونية في البلاد، فقد تحدث ممثلو الحكومة السنغافورية سابقًا عن الشروط التي يواجهها المواطنون من مجتمع الميم في لجنة مناهضة للتمييز تابعة للأمم المتحدة؛ «المثليون جنسيا أحرار في أن يعيشوا حياتهم وأن يواصلوا أنشطتهم الاجتماعية. أجرت مجموعات المثليين مناقشات عامة ونشرت مواقع على الإنترنت، وهناك أفلام ومسرحيات عن مواضيع المثلية وحانات ونوادي للمثليين في سنغافورة.»

### الإعلام
تحظر هيئة تطوير وسائل الإعلام في سنغافورة «الترويج أو التحسين في أسلوب الحياة المثلية» على التلفزيون والإذاعة. وهذا يعني من بين أشياء أخرى أن الإعلانات التي تستهدف مجتمع الميم، مثل إعلانات فيروس نقص المناعة البشرية/الإيدز، لا يُسمح ببثها.
في يوليو 2019، أعلن مغني الراب السنغافوري «جوشوا سو» (بالإنجليزية: Joshua Su)‏، المعروف باسم (بالإنجليزية: "The G3sha")‏، عن كونه مثلي الجنس في أغنية بعنوان «أنا بخير!!» والتي تسلط الضوء على طفولته، رهاب المثلية الذي واجهه وقبول توجهه الجنسي. بعد أيام، انسحب من حديث إذاعي ل«تيدإكس» (بالإنجليزية: TEDx)‏ احتجاجًا على تعرضه للرقابة والطلب منه عدم إبداء تعليقات «حساسة» حول توجهه الجنسي. تشير التقارير إلى أن ناشطًا آخر في مجال حقوق المثليين في سنغافورة مُنع من التحدث في عام 2018 في حديث إذاعي ل«تيدإكس».

### الرأي العام
وجد استطلاع أجرته جامعة نانيانغ التكنولوجية عام 2005 أن 69% من السنغافوريين ينظرون إلى المثلية الجنسية بشكل سلبي، في حين أن 23% بشكل إيجابي. في عام 2010، تغيرت هذه الأرقام إلى نظرة 64.5% بشكل سلبي ونظرة 25% بشكل إيجابي.
وفقًا لاستطلاع عام 2013، عارض حوالي 75% من السنغافوريين زواج المثليين.
وجد استطلاع للرأي عام 2018 أن 55% من السنغافوريين يعتقدون أن الرجال المثليين يجب ألا يكون لهم أي حق في الخصوصية. من ناحية أخرى، أعلن ثلث السنغافوريين قبولهم للعلاقات الجنسية المثلية وحقوق الإنسان أكثر مما كانوا قبل خمس سنوات.
في عام 2019، قام استطلاع أجرته مؤسسة يوغوف مع 1033 ممن شملهم الاستطلاع أن حوالي ثلث السنغافوريين (34%) يدعمون تقنين الشراكات المثلية، في حين عارض 43% تقنينها، وكان ال23% المتبقية غير متأكدين. كان الدعم أكثر وضوحًا بين الشباب الذين شملهم الاستطلاع: 50% من الأشخاص الذين تتراوح أعمارهم بين 18 و 34 عامًا أيدوا تقنين الشراكات المدنية بينما عارضها 20% منهم. في المقابل، دعم 22% فقط من أولئك الذين تتراوح أعمارهم بين 55 وأكثر. وافق 41% من حاملي الشهادات الجامعية على تقنين الشراكات المثلية، في حين أيدها 26% فقط من المجيبين دون شهادة جامعية. من أولئك الذين اعتبروا أنفسهم «متدينين للغاية»، أيد 23% منهم فقط الشراكات المدنية. أعرب 51% من الناس الذين يعتبرون أنفسهم أنهم ليسوا دينيين على الإطلاق. إلى جانب الناس المتدينين، كان الأشخاص الذين يعرفون عن كونهم من مجتمع الميم يدعمون بأغلبية الشراكات المثلية (71% مقابل 22%) وأولئك الذين يعرفون شخصًا شخصًا ما في علاقة مثلية (52% مقابل 33%).
وجد استطلاع في عام 2019 أجراه معهد الدراسات السياسية أن معارضة زواج المثليين في سنغافورة قد انخفضت إلى 60%، بعد أن كانت 74% في عام 2013. كما وجد الاستطلاع أن ما يقرب من ستة من كل عشرة سنغافوريين تتراوح أعمارهم بين 18 و 25 عامًا يعتقدون أن زواج المثليين ليس خطأ.
كشف إستطلاع أجراه معهد الدراسات السياسية في الفترة بين أغسطس 2018 ويناير 2019 أن المجتمع السنغافوري كان لا يزال محافظًا إلى حد كبير ولكنه أصبح أكثر ليبرالية تجاه حقوق المثليين. أظهر الاستطلاع أن أكثر من 20% من الناس قالوا أن العلاقات الجنسية بين البالغين المثليين لم تكن خاطئة على الإطلاق أو لم تكن خاطئة معظم الوقت، بزيادة حوالي 10% عن عام 2013. حوالي 27% شعروا بنفس الطريقة تجاه زواج المثليين (بزيادة من 15% في عام 2013) وأيد 30% تبني المثليين للأطفال (بزيادة من 24% في عام 2013).
في يونيو 2019، كشفت دراسة على الإنترنت أجرتها شركة بلاكبوكس ريسرتش أن 56% من السنغافوريين يعارضون أن تحذو دول أخرى حذو تايوان في تشريع زواج المثليين، بينما قال 44% «نعم». عندما سئلوا عن شعورهم بأن أكثر من 300 من الأزواج المثليين قد تزوجوا في تايوان في الأسبوع الأول بعد إقرار القانون الجديد. شعر حوالي 49٪ من الذين شملهم الاستطلاع بالإيجابية حول هذا البيان، مع شعور 14٪ «بإيجابية قوية»، في حين أن 35٪ شعروا «إيجابية إلى حد ما». بالمقابل، رد 51% بشكل سلبي على ذلك، شعر 20% «بالسلبية القوية» بينما شعر 31% كانوا «بالسلبية إلى حد ما». كما تم سؤال المجيبين عن شعورهم حيال إلغاء تجريم المثلية الجنسية في بوتان. شعر 55% من المستجيبين بالإيجابية، بينما شعر 15% «بإيجابية قوية» بينما شعر 40% كانوا «بالإيجابية إلى حد ما». بالمقابل، استجاب حوالي 44% بشكل سلبي لذلك، 11% منهم شعروا ب«سلبية بشدة» وشعر 33% منهم «بسلبية إلى حد ما».

### التركيبة السكانية
أعلن لي هوانوو، حفيد أول رئيس وزراء سنغافورة، لي كوان يو، وابن أخ رئيس الوزراء الحالي، لي هسين لونغ، عن كونه مثلي الجنس في يوليو 2018.
وتزوج من شريكه، هنغ ييروي، في جنوب أفريقيا يوم 24 مايو 2019.
في مايو 2019، قدرت دراسة أجرتها جامعة سنغافورة الوطنية أن هناك 210,000 من الرجال الذين يمارسون الجنس مع الرجال في سنغافورة. كانت تقديرات الدراسة أكثر من ضعف التقديرات السابقة البالغة 90,000 رجل، وقالت إنهم قد يكونون معرضين لخطر وباء فيروس نقص المناعة البشرية.

### بينك دوت
ببنك دوت سنغافورة هو حدث سنوي بدأ في عام 2009 لدعم مجتمع الميم في سنغافورة. في السنوات الأخيرة، حضر حشد قياسي من حوالي 28,000 شخص، مع ميل قوي نحو التركيبة السكانية الأصغر سنا. في 29 يونيو 2019، خلال حدث بينك دوت ال11، حضر الفعالية لي هسين يانغ، شقيق رئيس وزراء سنغافورة لي هسين لونغ، وكذلك زوجته وابنه الثاني لي هوانوو وزوجه هنغ ييروي.

## ملخص
| قانونية النشاط الجنسي المثلي                                                                  | بين الرجال (لا يتم تطبيقه، الإلغاء في الانتظار)/ بين النساء |
| المساواة في السن القانوني للنشاط الجنسي                                                       | No                                                          |
| قوانين مكافحة التمييز في التوظيف                                                              | No                                                          |
| قوانين مكافحة التمييز في توفير السلع والخدمات                                                 | No                                                          |
| قوانين مكافحة التمييز في جميع المجالات الأخرى (تتضمن التمييز غير المباشر، خطاب الكراهية)      | No                                                          |
| قوانين مكافحة أشكال التمييز المعنية بالهوية الجندرية                                          | No                                                          |
| زواج المثليين                                                                                 | No                                                          |
| الاعتراف القانوني بالعلاقات المثلية                                                           | No                                                          |
| تبني أحد الشريكين للطفل البيولوجي للشريك الآخر                                                | No                                                          |
| التبني المشترك للأزواج المثليين                                                               | No                                                          |
| يسمح للمثليين والمثليات ومزدوجي التوجه الجنسي والمتحولين جنسيا بالخدمة علناً في القوات المسلحة | / في أدوار محدودة، وبقيود                                   |
| الحق بتغيير الجنس القانوني                                                                    | Yes                                                         |
| علاج التحويل محظور على القاصرين                                                               | No                                                          |
| الحصول على أطفال أنابيب للمثليات                                                              | No                                                          |
| الأمومة التلقائية للطفل بعد الولادة                                                           | No                                                          |
| تأجير الأرحام التجاري للأزواج المثليين من الذكور                                              | (غير قانوني للأزواج المغايرين كذلك)                         |
| السماح للرجال الذين مارسوا الجنس الشرجي التبرع بالدم                                          | No                                                          |